# Вёрсты (журнал)
«Вёрсты» — журнал литературы, искусства, науки и общественной мысли русского зарубежья, издававшийся в 1926—1928 годах на русском языке. Название получено от сборника стихов Марины Цветаевой «Вёрсты» (1921). Склады издания располагались в Берлине и Париже. Агентом по распространению в США и Канаде был С. А. Евреинов.
Журнал издавался во Франции в Париже на русском языке (в основном, в «новой» орфографии). Всего появилось три номера:
- 1926, № 1 — вышел и поступил в продажу в начале июля
- 1927, № 2 — вышел и поступил в продажу в начале января
- 1928, № 3 — вышел и поступил в продажу в начале января[2]

## Состав редакции
В редакцию журнала входили:
- Д. П. Святополк-Мирский
- П. П. Сувчинский
- С. Я. Эфрон

при ближайшем участии:
- Алексея Ремизова
- Марины Цветаевой
- Льва Шестова[1]

«Вёрсты» обрели репутацию близкого к евразийству журнала, поскольку все три его редактора в то время разделяли взгляды этого течения общественной мысли. Евразийцами были некоторые авторы, дававшие материалы: Л. П. Карсавин, В. Э. Сеземан, Н. С. Трубецкой. П. М. Бицилли и Г. П. Федотов примыкали к кругу евразийцев. При этом многие публикации журнала не имели никакого отношения к евразийству.

## Авторы и публикации
В журнале публиковались стихи, статьи по философии, искусствоведению и культуре, литературоведческие очерки и рецензии, затрагивались полемические общественно-политические темы.
В приложении к № 1 от 1926 года с примечаниями Алексея Ремизова вышло «Житие протопопа Аввакума, им самим написанное». В приложении к № 2 за 1927 год была перепечатана работа В. В. Розанова «Апокалипсис нашего времени. Выпуски 1—9» с издания 1918 года.
В журнале были опубликованы произведения Марины Цветаевой («Поэма Горы», трагедия «Тезей», поэмы «С моря» и «Новогоднее» памяти Рильке), четыре посмертных стихотворения Сергея Есенина, стихотворные отрывки «Потёмкин» из книги «1905 год» Бориса Пастернака, рассказ Исаака Бабеля «История моей голубятни», экспрессионистская проза «Вольница» и « Восстание» (главы из романа «Страна Родная») Артёма Весёлого; отрывок «Конец» из романа Юрия Тынянова «Кюхля» и отрывки из романа «Москва под ударом» Андрея Белого, произведения Алексея Ремизова.
В журнале выходили литературоведческие статьи и очерки Д. П. Святополк-Мирского, Н. С. Трубецкого и С. Я. Эфрона, статьи А. С. Лурье «Музыка Стравинского» и «Две оперы Стравинского», рецензии П. М. Бицилли, очерки об иностранной литературе зарубежных авторов.
В «Вёрстах» печатались статьи по философии Льва Шестова «Неистовые речи: по поводу экстазов Плотина», 1926, № 1; Николая Бердяева «Русская религиозная мысль и революция», 1927, № 3; Г. П. Федотова «Три столицы», 1926, № 1 и «Трагедия интеллигенции», 1927, № 2.
В № 3 за 1928 год в ответ на статью Л. П. Карсавина «Россия и евреи» было опубликовано открытое письмо А. З. Штейнберга и его же статья «Достоевский и еврейство».

## Критика
Первый номер нового эмигрантского журнала И. С. Бунин подверг пренебрежительной критике: «Очень неинтересен и очень надоел и Пастернак, о котором уже сто раз успел сказать Святополк-Мирский: „Вся прошлая русская литература — гроб повапленный, и вся надежда русской литературы теперь в Пастернаке и Цветаевой!“ Бабель тоже ценность и новинка не бог весть какие. Вот разве Сельвинский и Артем Весёлый? Но и у них — непроходимая зелёная скука!»
В обзоре о журналах 1928 года М. Л. Слоним о ныне малоизвестной широкой публике статье А. З. Штейнберга отозвался следующим образом: «Очень интересная статья А. Штейнберга „Достоевский и еврейство“ раскрывает особые черты антисемитизма великого писателя, которое автор определяет, как „оборотную сторону и истинное обоснование собственного его иудаизма“».
На чрезмерное, с точки зрения эмигрантов, благоволение редакции журнала к советским авторам указал В. Д. Ходасевич. «Показав воочию, до чего „жива“ литература советская и „мертва“ эмигрантская, „Вёрсты“ не ограничиваются сравнением этих двух „культур“, — писал он в „Современных записках“. — Их „задание“ не выполнено, если они ещё не покажут, сколько благоприятны политические условия СССР для развития и процветания талантов. Оно и понятно: для рекламы мало сказать людям, что они умирают; надобно ещё указать курорт, где они могут вылечиться».

### Выпуски журнала
- Версты. 1926, № 1 (недоступная ссылка)
- Версты. 1927, № 2
- Версты. 1928, № 3 (недоступная ссылка)